# نوبتوشي كيهارا
نوبوتوشي يوشيتاكي كيهارا (木原 信敏 يوشيتاكي كيهارا نوبوتوشي، 14 تشرين الأول / أكتوبر 1926 – 13 فبراير 2011)، كان مهندس في شركة سوني، اشتهر على عمله الأصلي كمان كاسيت-مشغل الشريط في 1970. وكان يطلق عليه سيد الكمان في مهنته الصحفية.
ولد في طوكيو، يوشيتاكي كيهارا درس في جامعة واسيدا، ثم انضم إلى شركة سوني للإتصالات في عام 1947، بعد أن صار خريج جامعة. تقاعد من شركة سوني في عام 2006.
في عام 1988، أنشأ يوشيتاكي كيهارا، بالاشتراك مع سوني-يوشيتاكي كيهارا، مركز البحوث مع سوني، ليصبح الرئيس. له دروس، يطلق عليها اسم «يوشيتاكي كيهارا المدرسة».
ماسارو ايبوكا، سوني المؤسس المشارك المشار إليها السيد يوشيتاكي كيهارا «شخص إلاهي» ن لأنه صنع نموذجا من مفهوم معين. إلى جانب ايبوكا، ناقشا معاً كثيراً من الأحيان، في غضون يوم واحد.
نوبوتوشي يوشيتاكي كيهارا توفي في 5:20 صباحا في 13 شباط / فبراير 2011، بسبب فشل في القلب.